# Agriotes koltzei
Agriotes koltzei là một loài bọ cánh cứng trong họ Elateridae. Loài này được Reitter miêu tả khoa học năm 1890.